# Салихов, Хафиз Миргазямович
Хафиз Миргазямович Салихов (тат. Хафиз Миргаҗәм улы Салихов; род. 5 сентября 1950, с. Альметьево, Сармановский район, Татарская АССР, РСФСР, СССР) — российский государственный деятель. Депутат Государственной Думы V созыва. Министр торговли и внешнеэкономического сотрудничества Республики Татарстан (1998—2001). Президент Федерации легкой атлетики Республики Татарстан (с 2011 года). Доктор физико-математических наук.

## Биография
Салихов Хафиз родился 5 сентября 1950 года в селе Альметьево Сармановского района Татарской АССР. В 1967 году с серебряной медалью окончил среднюю школу. После окончания школы поступил на радиотехнический факультет Казанского авиационного института им. Туполева. В 1974 году окончил Казанский авиационный институт по специальности «Радиоэлектронные устройства».
С 1974 по 1989 годы работал инженером, начальником лаборатории Казанского высшего военно-инженерного училища.
В 1988 году защитил диссертацию на соискание ученой степени кандидата физико-математических наук.
С 1989 года работал генеральным директором хозрасчетного предприятия «Центр услуг».
С 1994 по 1998 год — генеральный директор Агентства по развитию международного сотрудничества при Кабинете Министров Республики Татарстан.
В 1998 году избран министром торговли и экономического сотрудничества Республики Татарстан.
С 2001 по 2007 год занимал должность министра торговли и внешнеэкономического сотрудничества Республики Татарстан.
В 2007 году избран депутатом Государственной Думы Федерального собрания Российской Федерации V созыва по списку «Единой России» от Республики Татарстан. Работал председателем подкомитета Государственной Думы РФ по развитию государственно-частного партнерства Комитета по экономической политике и предпринимательству.
В 2011 году окончил Школу управления им. Джона Ф. Кеннеди по специальности «Инфраструктура в рыночной экономике».
7 февраля 2011 года, на конференции Федерации легкой атлетики, Хафиз Салихов был избран президентом федерации легкой атлетики Республики Татарстан.
С 2012 года — заместитель председателя Комитета группы специалистов по государственно-частному партнерству Европейской экономической комиссии Организации Объединённых Наций.

## Законотворческая деятельность
С 2007 по 2011 год, в течение исполнения полномочий депутата Государственной Думы V созыва, выступил соавтором 32 законодательных инициатив и поправок к проектам федеральных законов.

## Награды
- Орден Дружбы (2020)
- Орден «За заслуги перед Республикой Татарстан» (2020)
- Медаль ордена «За заслуги перед Республикой Татарстан» (2015)
- Медаль Республики Татарстан «За доблестный труд» (2010)
- Медаль «В память 1000-летия Казани» (2005)
- Медаль «В память 300-летия Санкт-Петербурга» (2003)
- Почётная грамота президента Российской Федерации (2011)

## Книги и публикации
Хафиз Салихов автор более 90 научных статей.
- Салихов Х. М. Оптоэлектронные сенсоры водорода на основе диодов Шоттки на кремнии и гетероструктурах полупроводников А3В5. С.-Петербург.: изд. Политехнического Университета, 2010. — 100 с.
- Салихов Х. М., Яковлев Ю. П., Стоянов Н.Д… Портативный оптический анализатор содержания воды в нефти на основе оптопары «Светодиодная матрица-широкополосный фотодид» среднего ИК диапазона (1.6-2.4 µm) // Журнал технической физики, — 2010 г. — № 2, т.80.— С. 99 — 104.
- Слободчиков С. В., Салихов Х. М., Руссу Е. В., Малинин Ю. Г. Гашение тока светом в диодных структурах p-Si-n±ZnO-n-ZnO-Pd. // Физика и техника полупроводников,.— 2001.— № 4. т. 35.— С. 479—481.
- Салихов Х. М., Слободчиков С. В., Малинин Ю. Г. Фотоэлектрические свойства гетероструктур Au — n — In2О3 — n(р) — InP: Сборник научн.-техн. статей ВАКИУ, г. Ка-зань, стр. 69 — 71, 1997.
- Андрушко А. И., Салихов Х. М., Слободчиков С. В. О механизмах рекомбинации в кристаллах арсенида // Физика и техника полупроводников — 1986. -т. 20.— в. 3.— С. 402—406.